# Malma station
Malma station är en roman från 2022 av Alex Schulman.
Romanen handlar om barns utsatthet och föräldrars svek. Harriets föräldrar ska skiljas men ingen av dem vill ha Harriet; de vill båda ha hennes syster Amelia. Detta barndomstrauma präglar den vuxna Harriet. Hon gifter sig med Oskar och tillsammans får de dottern Yana. Historien upprepar sig; Harriet sviker sin dotter Yana. Den vuxna Yana är med tåg på väg till Malma för att få svar på alla sina frågor. Romanen rör sig mellan Harriet, Oskar och Yana, såväl tidsmässigt som mentalt. Läsaren får följa Harriets barndom och uppväxt, Harriets och Oskars relation samt Yanas uppväxt och vuxna liv. Romanen utspelar sig i mångt och mycket i personernas inre med deras tankar, sorger och farhågor.

## Utgåva
- Schulman, Alex (2022). Malma station: roman. Stockholm: Albert Bonniers förlag. Libris k0z5xzcfhd4nksj0. ISBN 978-91-0-019143-6